# Rudolf Schärer
Franz Johann Rudolf Schärer (* 22. August 1823 in Unterseen; † 16. Februar 1890 in Bern) war ein Schweizer Psychiater.

## Leben
Der Sohn des Rudolf B. Franz Schärer († 1844), Pfarrer an der Nydeggkirche, studierte Medizin und promovierte. Als Student erteilte er an den bernischen Schulen Schwimm- und Turnunterricht. 1846 wurde Schärer Sekundararzt am Äusseren Krankenhaus, einer Zweigstelle des Inselspitals. Ab 1855 war er in der neu errichteten Irrenanstalt Waldau tätig, deren Direktor er 1859 wurde. Er hielt ab 1861 dort auch klinisch-psychiatrische Vorlesungen ab. 1863 wurde er habilitiert und am 23. Mai 1874 zum ausserordentlichen Professor für Psychiatrie an der Universität Bern ernannt. 1890 musste er wegen einer schweren Krankheit zurücktreten, sein Nachfolger als Klinikdirektor und Psychiatrieprofessor wurde Wilhelm von Speyr.
Schärer war ein Anhänger des Freiluftturnens, Wanderns, Schwingens und Schiessens. Er verfasste auch einen Leitfaden für Schwinger. Für die Waldau erreichte er den Kauf eines landwirtschaftlichen Gutes; er führte landwirtschaftliche Arbeit und Feste für die Patienten ein.
Rudolf Schärers Schwester Luise Stauffer-Schärer war die Mutter des Malers Karl Stauffer-Bern.

## Schriften
- Anleitung zum Schwingen und Ringen. Rudolf Jenni, Bern 1864 (online).